# Sante Ranucci

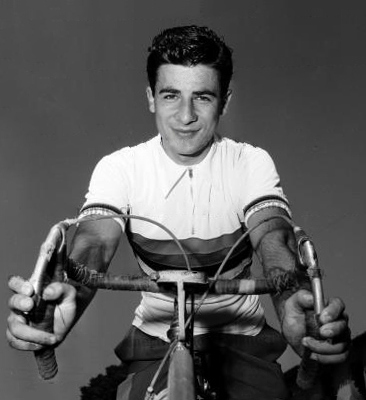
Sante Ranucci (1955)

Sante Ranucci (* 31. Oktober 1933 in Montefiascone; † 20. Mai 2023 in Scandicci) war ein italienischer Radrennfahrer. Er wurde 1955 Amateur-Weltmeister im Straßenrennen.

## Sportliche Laufbahn
Ranucci war schon als Jugendfahrer erfolgreich, als er in seiner Altersklasse mehrere nationale Straßenrennen gewann. Auch im Männerbereich blieb er zunächst als Amateur beim Straßenradsport und machte dort 1952 mit einem zweiten Platz bei dem italienischen Rennen Coppa Bartali auf sich aufmerksam. Nachdem er 1954 den italienischen Gran Premio Città di Camaiore gewonnen hatte, wurde 1955 zum erfolgreichsten Jahr seiner Amateurlaufbahn. Neben drei Siegen bei italienischen Kriterien trat er bei der Straßen-Weltmeisterschaft der Amateure 1955 an und wurde Weltmeister.
Anschließend wechselte Ranucci in das Berufsfahrerlager, wo ihn der italienische Rennstall Legnano für zwei Jahre unter Vertrag nahm. Auch wenn er später mehrfach den Rennstall wechselte, gewann er bis zum Ende seiner Karriere keine Rennen mehr. Er nahm mehrmals am Giro d’Italia teil, konnte aber nur im 1958er Rennen überzeugen, bei dem er inzwischen für Torpado fahrend bei mehreren Etappen vordere Plätze herausfuhr und in der Gesamtwertung Zwölfter wurde. Seinen letzten Giro d’Italia fuhr er 1963 für das italienische Team Cité und wurde 34 der Gesamtwertung. Nach einem weiteren Jahr im Trikot von Cité beendete Ranucci im Alter von 31 Jahren seine Laufbahn als Berufsfahrer.